# Legnaro
Legnaro är en ort och kommun i provinsen Padova i regionen Veneto i Italien. Kommunen hade 9 014 invånare (2018).